# Diporiphora
Diporiphora – rodzaj jaszczurek z podrodziny Amphibolurinae w obrębie rodziny agamowatych (Agamidae).

## Zasięg wstępowania
Rodzaj obejmuje gatunki występujące w Australii i na Nowej Gwinei.

## Charakterystyka
Są to jaszczurki preferujące środowiska leśne, prowadzące często nadrzewny tryb życia. Charakteryzują się stosunkowo długimi kończynami i bardzo długimi ogonami, które nieraz są kilkakrotnie dłuższe od reszty ciała.

## Systematyka

### Etymologia
- Diporiphora (Diporophora): gr. διπορος diporos „z dwoma otworami, na dwa sposoby”, od δι- di- „podwójny”, od δις dis „dwa razy”, od δυο duo „dwa”; πορος poros „przejście”[12]; -φορος -phoros „dźwigający”, od φερω pherō „nosić”[13].
- Gindalia: etymologia niejasna, Gray nie wytłumaczył pochodzenia nazwy rodzajowej[2]. Gatunek typowy: Gindalia bennettii Gray, 1845.
- Calotella: rodzaj Calotes Cuvier, 1817; łac. przyrostek zdrabniający -ella[14]. Gatunek typowy: Calotella australis Steindacner, 1867.
- Caimanops: rodzaj Caiman Spix, 1825; ωψ ōps, ωπος ōpos „wygląd, oblicze”[15]. Gatunek typowy: Diporiphora amphiboluroides Lucas & Frost, 1902.
- Mantichorasaurus: Mantykora (gr. Μαντιχορας Mantikhoras, łac. Mantichora) to mityczny potwór wyobrażany jako lew z głową człowieka i ogonem skorpiona; gr. σαυρος sauros „jaszczurka”[7]. Gatunek typowy: Diporiphora albilabris Storr, 1974.
- Houstoniasaurus: Terry F. Houston, australijski herpetolog; gr. σαυρος sauros „jaszczurka”[8]. Gatunek typowy: Diporiphora winneckei Lucas & Frost, 1896.
- Wittenagama: Geoffrey J. Witten, australijski biolog; rodzaj Agama Daudin, 1802. Gatunek typowy: Amphibolurus nobbi coggeri Witten, 1972 (= Amphibolurus nobbi Witten, 1972).

### Podział systematyczny
Do rodzaju należą następujące gatunki:

- Diporiphora adductus Doughty, Kealley & Melville, 2012
- Diporiphora albilabris Storr, 1974
- Diporiphora ameliae Emmott, Couper, Melville & Chapple, 2012
- Diporiphora amphiboluroides Lucas & Frost, 1902
- Diporiphora australis (Steindachner, 1867)
- Diporiphora bennettii (Gray, 1845)
- Diporiphora bilineata Gray, 1842
- Diporiphora carpentariensis Melville, Date, Horner i Doughty, 2019
- Diporiphora convergens Storr, 1974
- Diporiphora gracilis Melville, Date, Horner & Doughty, 2019
- Diporiphora granulifera Melville, Date, Horner & Doughty, 2019
- Diporiphora jugularis (Macleay, 1877)
- Diporiphora lalliae Storr, 1974
- Diporiphora linga Houston, 1977
- Diporiphora magna Storr, 1974
- Diporiphora margaretae Storr, 1974
- Diporiphora nobbi (Witten, 1972)
- Diporiphora pallida Melville, Date, Horner & Doughty, 2019
- Diporiphora paraconvergens Doughty, Kealley & Melville, 2012
- Diporiphora perplexa Melville, Date, Horner & Doughty, 2019
- Diporiphora phaeospinosa Edwards & Melville, 2011
- Diporiphora pindan Storr, 1980
- Diporiphora reginae Glauert, 1959
- Diporiphora sobria Storr, 1974
- Diporiphora superba Storr, 1974 – dwuporka wspaniała
- Diporiphora valens Storr, 1980
- Diporiphora vescus Doughty, Kealley & Melville, 2012
- Diporiphora winneckei Lucas & Frost, 1896